# 超能力ファミリー サンダーマン
『超能力ファミリー サンダーマン』（ちょうのうりょくファミリー サンダーマン、原題：The Thundermans）は、ニコロデオンで2013年10月14日にプレミア放送され、同年11月2日から2018年5月25日まで放送されたアメリカ合衆国のシチュエーション・コメディ。日本ではNHK Eテレで2014年10月1日から2015年2月18日まで毎週水曜19:25 - 19:50 (JST) にシーズン1、同年9月2日から2016年2月10日までシーズン2、2017年11月29日から2018年6月1日までシーズン3が放送された。

## あらすじ
郊外の町・ヒドゥンビルへ越してきたサンダーマン一家は、実は家族全員が超能力を持つ。平穏な暮らしを求めて世界の犯罪と戦うのを辞めた元ヒーローの父と彼を支える母は、子供たちに超能力を封印するよう言い渡すが、やんちゃ盛りの年少組はもちろん、14歳の双子も約束を守れず、騒動が起こる。

## キャスト

### サンダーマン家
フィービー・サンダーマン
演 - キーラ・コサリン、吹替え - 桜庭ななみ
能力：念動力、氷と炎の息、（マックスとの）ツインパワー
長女。14歳（～以後シーズンと共に成長）(シーズン2の最終話ではスーパーヒーローの子供は通常の子供より成長が速いことが明らかにされている。フィービーとマックスはシーズン1では通常なら10歳、ビリーは５歳、ノーラは３歳。)マックスは双子の弟で、20秒早く生まれた。成績はオールAの優等生だが、美術の授業が苦手である。いつも真面目であろうとするが、マックスの影響もあり難を逃れようと結局は能力を使ってしまうことも多々ある。アイドルに夢中だったり友達に嫉妬したり（チェリーとの一件）極めて普通の女の子。惚れっぽいところもあり、相手に合わせようと悪ぶったりするが、根が善人なのですぐにばれる（オイスターとの一件）。氷の息は人を殺めない程度に凍結させ仮死状態にして動きを止める事が出来るが、妹・ノーラの熱光線には破られる。バレエやダンスも得意な才女だが、足は水虫である。
マックス・サンダーマン
演 - ジャック・グリフォ、吹替え - 増田俊樹
能力：念動力、氷と炎の息（フィービーと同じ）、（フィービーとの）ツインパワー
長男でフィービーの双子の弟。優等生のフィービーに張り合おうと悪のヒーローを目指している（シーズン3第25回「危うしサンダーマン」でヒールをやめる）。地下に自爆装置付き実験室「ダークラボ」を持つ。@1第13回「犯人はダレだ?」まで自転車に乗れなかった。ヒールを自称しているが家族を大事に思う心はあり、助けてくれるフィービーには口に出さないが感謝している。彼の照れ隠し表現は「姉弟（きょうだい）なんだろ…そんなの当然じゃん」である。一度、自分の超能力が未発達という嘘を理由に母・バーバラに色々ねだった事もある。氷の息で子どもやコロッソを凍結させたり室温を下げたりすることができるほか、念動力も人を持ち上げる程度の力はある。超能力ではフィービーに劣るが学力以外の悪知恵は上であり、彼の機転で難を逃れた事も多々ある。コロッソと大の仲良しである。
ハンク・サンダーマン
演 - クリス・トールマン、吹替え - 堀内賢雄
能力：飛行、怪力、レーザービームを跳ね返す
父親。スーパーヒーロー「サンダーマン」として世界の犯罪と戦ってきた元ヒーロー。妻と違い、ヒーロー業を続けたいと思っており、時々ストレスがたまる。一般人を家に招くことを禁じている。大食漢で冷蔵庫が妻の次に好き。一度、消しゴム3000（マックスの悪の発明）により妻・バーバラと共に若者時代の記憶に逆戻りさせられたが、少なくともその時から冷蔵庫が大好きである事が発覚している。子供達の中でフィービーの能力が一番高い事は悟っており、自分の（ヒーローとしての）後継ぎとして期待しているあまり、まだ十代半ばのフィービーをヒーロー大学に飛び級入学させようとしていたが本人の「まだ、普通の女の子でいたい」という希望により飛び級は諦めた（しかし、いずれは継いでくれると信じている）。過去の功績から未だにファンも多く、過剰なまでのファンサービスを行う事もある。現役時代の出動の掛け声は「サンダーマン、行きま～～す!!」であり、ファンからリクエストされると断れない。一度、その台詞の長さで次男・ビリーに出し抜かれて競争に負けた事もあり（飛行VS瞬間移動）、「キャッチフレーズ変えようかな？」という発言もある。家族からの愛情も受け取っており、誕生日も祝ってもらっているが、2年連続病院送りになる（1年目は食中毒、2年目は落雷によるもの）。その時も多くの知人が祝福に訪れた。パンツを冷蔵庫にしまっていた時もある。サンダーマニコッティなどたくさんの商品のCMに出演したことがある。
バーブ（バーバラ）・サンダーマン
演 - ローザ・ブラーシ、吹替え - 佐々木優子
能力：雷を発生させる、光を操る、充電
母親。ハンクの妻。普通の暮らしを望む。現役時代「エレクトレス」として世界の犯罪と戦ってきた元ヒーロー。明るく調子に乗り易い性格であるが、場違いな事をして家族が引く事もしばしば。初めてヒーローとして能力が発動したのはパーティで仲良くなった現在の夫・ハンクとの接吻の時に稲妻が走ったのがきっかけらしく、それまで自分にヒーローの要素があったのは全く知らなかった。結婚後も妻としてハンクのヒーローの仕事をサポートしていたが、その武勇に酔うと子供達も呆れる。子育てでは大体はハンクと意見が合うようで、逆に子供達が起こすトラブルへの尻拭いが夫婦仲を円満に保っている秘訣でもある。ヒーローの現役時代には「ビリビリ・エレクトレス」と呼ばれ、「電気や雷に注意」のCMやドラマなどにも出た事がある（アイマスク着用）。
ビリー（ウィリアム）・サンダーマン
演 - ディエゴ・ベラスケス、吹替え - 富樫美鈴
能力：高速移動、アームネード(腕を高速回転させて竜巻を起こす)
次男。元気すぎる11歳。空気を読めない節があり、秘密を漏らすなど余計な事をして家族が危機に陥った事が多々ある。ただ、妹・ノーラと同じく、父の様なヒーローになりたいと思っているのは確からしく「修行」と称し、姉・フィービーに能力を使って掃除させられた事もある。体育の成績は良くないが、それは母・バーバラから能力を抑制されている為であり、一度マックスの都合でアニマライザー（人間を動物に変えられる、コロッソの発明品）でネズミになり「世界一速い鼠」になった事がある。5歳の時、歯にGPSを入れた為、一部の歯が緑になっている。「小さなヒーロー達」では、竜巻を披露している。オリジナル版では役者のベラスケスが変声期をむかえたため、シーズン4の半ばごろから声が低くなっているが、日本語版では引き続き冨樫美鈴が吹き替えを担当した。
ノーラ・サンダーマン
演 - アディソン・リッケ、吹替え - 遠藤綾
能力：目からの熱光線、レーザーループ(輪型のレーザー)
次女。いたずら好きの9歳。自らを可愛いと思っており、嫉妬深いことから、ビリーほどではないが家族のトラブルメーカーの1人。歳が近い兄・ビリーとは遊び友達でもあり一度、セレブお嬢様学校入学の内定を貰っていたが「行けばビリーと遊べなくなる」という理由で、両親と結託して内定を辞退したことがある。「アイバッジで変身！」でスーパーパワーでフィービーとマックスを救ったこともある。
クロエ・サンダーマン
演 - マヤ・ル・クラーク、吹替え - 佐藤美由希
能力：テレポート、（現在は使えないが出生後しばらくは）シャボン玉パワー
三女。末っ子。4歳。劇中で誕生。成長がとても早い。出生後しばらくはシャボン玉を出す能力を持っていたが、現在の能力はテレポートのみが使える。手を繋いだ人は一緒にテレポートすることができる。
ドクター・コロッソ
声 - デイナ・スナイダー、吹替え - 飛田展男
ハンクのアニマライザーによりウサギに変えられた元悪人。マックスに寝室で飼われながらも、彼を悪の世界に導こうと画策している。年寄り口調で話す割にはコスプレ好きなど子供っぽい一面もある(シーズン4第19話「おうちでサバイバル！」では48歳であると判明）。マックスにもらったテディベアとダークラボ内のジオラマで登山ゴッコをしていた際、食料がなくなった（設定の）為に日記に「明日、お前（テディベア）を食べる」と記したことから根っからの悪者という事は間違いないらしい。しかし、消しゴム3000で記憶を若者時代に戻された父母（ハンクとバーバラ）の接吻（電気が走るキス）の状態をマックスとフィービーに教えた事もあり、善人とは言えないまでも、ビリーとノーラからサンダーマン家の一員として認められている。

### サンダーマン家の関係者
チェリー
演 - オードリー・ホイットビー、吹替え - 安藤瞳
フィービーの親友。ハイテクに精通しているが天然ボケで、サンダーマン一家がスーパーヒーローであることに気付いていない。一度、フィービーを出し抜いて学校内のチアガールの一員になり絶交に近い状態になったが、チアグループの悪巧みなどを身を張って看破したフィービーに感謝し、一層友情は固くなった。
ケルシー
演 - ティーラ・ダン、吹替え - 堀井千砂
フィービーとチェリーの友人。
ワン夫人
演 - ヘレン・ホン、吹替え - 堀越真己
フィービーとマックスがアルバイトを申し込んだピザ店の店主。雇った二人にピザ製造機を壊されるなど災難が続く。
ダーシー・ワン
演 - ヘイリー・チュー、吹替え - 植田佳奈
ワン夫人の姪。サンダーマン家にイタズラを仕掛ける。
オイスター
演 - タナー・スティーン、吹替え - 榎木淳弥
マックスの友人と言うか悪友（しかし、奇行以外はそれほど悪人とは言い難い）。マックスと一緒にバンドを組んでおり、ギターをこよなく愛している。フィービーとは半日だけ交際したことがあるが、以後フィービーはアイドル歌手などの他の男性に夢中になり見向きもされなくなる。
ギデオン
演 - ケニー・リドワン、吹替え - 伊東健人
マックスの友人。バーブとフィービーに好意を寄せている。
サラ
演 - キーリー・マーシャル、吹替え - まつだ志緒理
フィービーのクラスメート。マックスのことが好きで好きでたまらない。
リンク・イービルマン
演 - バレット・カーナハン、吹替え - 泰勇気
能力：体の伸縮
フィービーのボーイフレンド。ハンクの宿敵だったイービルマンの息子で、超能力を受け継いでいる。能力は身体が伸縮自在で特に腕は何メートル先にでも延ばせる。フィービーとは相思相愛で同じく清い性格であるが、対照的なマックスとは険悪である。逆に父・イービルマンはマックスから尊敬されている。

## サンダーマン邸
2階建て。地下に「ダークラボ」（マックスの寝室兼研究室）がある。住所はヒドゥンビル市オークデール通り828番地。
1階部分
リビングダイニング、玄関、裏口がある。また、家族写真（普段は、スーパーヒーローの服装、一般人が来る際は、ごく普通の家族写真にする。）
、テレビ（電話、人の接近、アキレス彗星の通過などを伝える）がある。
2階部分
マックスを除く全員の寝室と、隠し部屋のシェルターがある。
地下室（ダークラボ）
ダークラボには出入り口が3つあり、1つは滑り台で、1階からダークラボのベッドに出るようになっている。2つ目は2階に出入り口があり階段になっているので、マックス以外の者が出入りする時やマックスが部屋から出る時に使われる。3つ目も出入りするためにあり、部屋の中の岩の上の小さな窓から出入りできる（その窓からジェイソンがお金を入れたことがある）。

## リバイバル映画
2023年3月、リバイバル映画   'The Thundermans Return' がオリジナルキャストで製作されることが発表され、同年4月に撮影が完了した。キーラ・コサリン、ジャック・グリフォ、アディソン・リッケ、ディエゴ・ベラスケス、クリス・トールマン、ローザ・ブラーシ、マヤ・ル・クラークらが出演予定である。 2024年3月にパラマウントプラスで公開された。

## スタッフ
- 製作総指揮 - ジェド・スピンガーン、ダン・クロス、デビッド・ホーグ、ナンシー・コーエン
- プロデューサー - パティ・ゲイリー・コックス
- 演出 - ボブ・コハー
- 脚本 - ジェド・スピンガーン
- 制作 - ニコロデオン

日本語制作
- 翻訳 - 徐賀世子
- 演出 - 杉本理子
- 音声 - 山本洋平
- プロデューサー - 岡田洋平
- 制作統括 - 黒岩美香（シーズン1）、古川均（シーズン2）、大津山潮

## 主題歌
『Livin A Double Life』
歌 - キーラ・コサリン & ジャック・グリフォ

## 放送日程

### シーズン1
| #  | 邦題               | 原題                         | 演出                   | 脚本                                           | 放送日         | 放送日         |
| -- | ------------------ | ---------------------------- | ---------------------- | ---------------------------------------------- | -------------- | -------------- |
| 1  | パワーは秘密!!     | Adventures In Supersitting   | ボブ・コハー           | ジェド・スピンガーン                           | 2013年10月14日 | 2014年10月01日 |
| 2  | いざ!イタズラ対決  | Phoebe vs. Max               | ジョナサン・ジャッジ   | ダン・クロス デビッド・ホーグ                  | 11月02日       | 10月22日       |
| 3  | ディナーはリッチに | Dinner Party                 | ヴィクター・ゴンザレス | ジェド・スピンガーン                           | 11月09日       | 10月08日       |
| 4  | 本当の成績は?      | Report Card                  | ジョナサン・ジャッジ   | ナンシー・コーエン                             | 11月16日       | 10月15日       |
| 5  | ダンスダンス大作戦 | Ditch Day                    | デビッド・ケンダル     | ディック・マーフィ                             | 11月23日       | 11月12日       |
| 6  | 燃えろ!ピザ姉弟    | This Looks Like a Job For... | ロビー・カントリーマン | アンソニー・Q・ファレル                        | 11月30日       | 11月26日       |
| 7  | ハエ食べモンスター | Weekend Guest                | デビッド・ケンダル     | ダン・セラフィン                               | 12月07日       | 11月05日       |
| 8  | 生徒会長マックス?  | You Stole My Thunder, Man    | シャノン・フリン       | ショーン・W・カニンガム マーク・ドゥウォーキン | 12月07日       | 12月17日       |
| 9  | 発明王はどっち?    | Weird Science Fair           | ジョナサン・ジャッジ   | マイク・アルバー ゲイブ・スナイダー            | 2014年01月04日 | 10月29日       |
| 10 | 犯人はダレだ?      | Crime After Crime            | シャノン・フリン       | リサ・ミューズ・ブライアント                   | 01月11日       | 12月24日       |
| 11 | 彗星パニック       | Going Wonkers                | ロビー・カントリーマン | ジェイ・J・デンポーラス                        | 02月08日       | 12月03日       |
| 12 | パパとママの記念日 | Restaurant Crashers          | トレバー・カーシュナー | ディッキー・マーフィ                           | 02月15日       | 12月10日       |
| 13 | 発生!ニューパワー  | Thundersense                 | ジョナサン・ジャッジ   | ダン・セラフィン                               | 03月15日       | 2015年01月07日 |
| 14 | フィービー2号参上  | Phoebe's a Clone Now         | デヴィッド・デルイズ   | ジェン・ロイド ケヴィン・ボナーニ              | 03月15日       | 11月19日       |
| 15 | たのしい誕生日     | Have an Ice Birthday         | ティム・ライダー       | ショーン・W・カニンガム マーク・ドゥウォーキン | 03月22日       | 01月14日       |
| 16 | 感動!友情パワー    | Nothing to Lose Sleepover    | ショーン・ムルカイ     | ジジ・マクリーリー ペリー・リーン              | 04月26日       | 1月21日        |
| 17 | スルーできない親子 | Pretty Little Choirs         | シャノン・フリン       | デビット・ホジ ダン・クロス                    | 05月03日       | 1月28日        |
| 18 | ノーラのお受験     | Paging Dr. Thunderman        | ロビー・カントリーマン | ジェド・スピンガーン                           | 05月03日       | 2月04日        |
| 19 | ボーイVS.ガール    | Up, Up, and Vacay!           | ジョナサン・ジャッジ   | アンソニー・Q・ファレル                        | 05月31日       | 2月18日        |
| 20 | パパが先生?        | Breaking Dad                 | シャノン・フリン       | ジェド・スピンガーン                           | 06月14日       | 2月11日        |

- Eテレの放送は2015年2月18日でシーズン1の放送を終えた後、シーズン2ではなくセレクション放送になる。

### シーズン2
| #  | 邦題               | 原題                            | 演出                       | 脚本                                                 | 放送日         | 放送日         |
| -- | ------------------ | ------------------------------- | -------------------------- | ---------------------------------------------------- | -------------- | -------------- |
| 1  | サンダーモービル!  | Thunder Van                     | ジョナサン・ジャッジ       | リサ・ミューズ・ブライアント                         | 2014年09月13日 | 2015年09月16日 |
| 2  | 赤ちゃんとデート?  | Four Supes and a Baby           | ジョナサン・ジャッジ       | ダン・セラフィン                                     | 09月20日       | 9月2日         |
| 3  | イタズラKING!      | Max's Minions                   | ショーン・ムルカイ         | アンソニー・Q・ファレル                              | 09月27日       | 9月30日        |
| 4  | ロック＆フィービー | Pheebs Will Rock You            | ロビー・カントリーマン     | ショーン・W・カニンガム マーク・ドゥウォーキン       | 10月04日       | 10月7日        |
| 5  |                    | The Haunted Thundermans         | トレバー・カーシュナー     | ジェド・スピンガーン                                 | 10月11日       | 未放送         |
| 6  | アイドルに接近?    | Shred It Go                     | デビッド・ケンドール       | サーシャ・ストローマン                               | 11月1日        | 10月21日       |
| 7  | 青い双子事件?      | Blue Detective                  | アレックス・ザン           | ショーン・W・カニンガム マーク・ドゥウォーキン       | 11月8日        | 12月9日        |
| 8  | 友達なのに…        | Cheer and Present Danger        | ジョナサン・ジャッジ       | ジェド・スピンガーン                                 | 11月15日       | 9月9日         |
| 9  | アートな姉弟       | Change of Art                   | カール・ローレン           | デビッド・ホーグ ダン・クロス                        | 11月22日       | 9月23日        |
| 10 | サンダークリスマス | Winter Thunderland              | マイケル・シー             | ウェズリー・ジョンソン スコット・テイラー            | 11月29日       | 12月23日       |
| 11 | パパとママが高校生 | Parents Just Don't Thunderstand | デビッド・ケンドール       | ディッキー・マーフィ                                 | 2015年01月24日 | 10月14日       |
| 12 | 宿敵イービルマン!  | Meet the Evilmans               | ショーン・ムルカイ         | サーシャ・ストローマン                               | 2月23日        | 12月2日        |
| 13 | みんな仲良し?      | The Neverfriending Story        | シャノン・フリン           | ソナ・パノス                                         | 2月24日        | 11月11日       |
| 14 | 踊れ白鳥フィービー | You've Got Fail                 | シャノン・フリン           | リサ・ミューズ・ブライアント                         | 2月25日        | 11月4日        |
| 15 | テニスで勝負!      | Doubles Trouble                 | ジョナサン・ジャッジ       | アンソニー・Q・ファレル リサ・ミューズ・ブライアント | 2月26日        | 12月16日       |
| 16 | スーパー・ママ!    | Who's Your Mommy?               | カール・ローレン           | アンソニー・Q・ファレル                              | 3月2日         | 11月18日       |
| 17 | ビリー・ザ・ラット | The Amazing Rat Race            | エリック・ディーンシートン | ディッキー・マーフィ                                 | 3月3日         | 11月25日       |
| 18 | サプライズ誕生会!  | Mall Time Crooks                | ロビー・カントリーマン     | ウェズリー・ジョンソン スコット・テイラー            | 3月4日         | 10月28日       |
| 19 | ダークサイドの秘密 | It's Not What You Link          | ティム・ライダー           | リサ・ミューズ・ブライアント                         | 3月5日         | 12月30日       |
| 20 | ヒーローのマント   | Cape Fear                       | ロビー・カントリーマン     | ウェズリー・ジョンソン スコット・テイラー            | 3月9日         | 2016年01月6日  |
| 21 | 革命ラプターの正体 | Call of Lunch Duty              | トレバー・カーシュナー     | ダン・セラフィン                                     | 3月10日        | 1月13日        |
| 22 | マックスの新曲     | One Hit Thunder                 | シャノン・フリン           | ショーン・W・カニンガム マーク・ドゥウォーキン       | 3月11日        | 1月20日        |
| 23 | みんなのドラゴン   | The Girl with the Dragon Snafu  | エリック・ディーンシートン | ダン・クロス デビッド・ホーグ                        | 3月25日        | 1月27日        |
| 24 | 新ヒーロー誕生     | Welcome to the Family           | ジョナサン・ジャッジ       | ダン・セラフィン ジェド・スピンガーン                | 3月28日        | 2月3日 2月10日 |

- 「The Haunted Hathaways」が日本未放映のため、クロス・オーバーエピソードは未放送となった。
- シーズン2のエピソードタイトルは有名映画や楽曲などのパロディの割合が多い。#4は『ウィ・ウィル・ロック・ユー』、#8は『今そこにある危機』、#12は『ミート・ザ・ペアレンツ』、#13は『ネバーエンディング・ストーリー』、#20は『ケープ・フィアー（恐怖の岬）』から、#21は『コール オブ デューティ』から、#23は『ドラゴン・タトゥーの女／ミレニアム』のもじりである[要出典]。
- Eテレの放送は2016年2月10日でシーズン2の放送を終えた後、シーズン3ではなくセレクション放送になる。2017年3月25日から毎週土曜日・夜6:25のスケジュールで再放送開始。

### シーズン3
| #  | 邦題               | 原題                         | 演出                          | 脚本                                           | 放送日         | 放送日         |
| -- | ------------------ | ---------------------------- | ----------------------------- | ---------------------------------------------- | -------------- | -------------- |
| 1  | クロエのパワーは?  | Phoebe Vs. Max: The Sequel   | ボブ・コハー                  | ショーン・W・カニンガム マーク・ドゥウォーキン | 2015年06月27日 | 2017年11月29日 |
| 2  | パワーは使い放題?  | On the Straight and Arrow    | シャノン・フリン              | ダン・クロス デビッド・ホーグ                  | 7月11日        | 12月6日        |
| 3  | リンクと恋の三角形 | Why You Buggin'?             | エリック・ディーンシートン    | ジェド・スピンガーン                           | 7月18日        | 12月13日       |
| 4  | バンドか?友情か?   | Exit Stage Theft             | ロビー・カントリーマン        | リサ・ミューズ・ブライアント                   | 7月25日        | 12月20日       |
| 5  | 絶叫サンダーライド | Are You Afraid of the Park?  | ロビー・カントリーマン        | ダン・セラフィン                               | 9月30日        | 12月27日       |
| 6  | ヒーローの選択     | Evil Never Sleeps            | ショーン・ムルカイ            | アンソニー・Q・ファレル                        | 10月7日        | 2018年01月10日 |
| 7  | 無敵なのはダレだ?  | Doppel-Gamers                | ジョナサン・ジャッジ          | ウェズリー・ジョンソン スコット・テイラー      | 10月14日       | 1月17日        |
| 8  | 双子ルールの危機   | Floral Support               | ティム・ライダー              | ショーン・W・カニンガム マーク・ドゥウォーキン | 10月21日       | 1月24日        |
| 9  | アイパッチで変身!  | Patch Me If You Can          | トレバー・カーシュナー        | チェイス・ハインリッヒ ミカス・タインバーグ    | 10月28日       | 1月31日        |
| 10 | ベッタリなふたり   | Give Me a Break-Up           | レオナルドR.ガーナー.ジュニア | ディッキー・マーフィ                           | 11月4日        | 2月7日         |
| 11 | 熱血アドバイザー!  | No Country for Old Mentors   | トレバー・カーシュナー        | ダン・クロス デビッド・ホーグ                  | 11月11日       | 2月14日        |
| 12 | マックスがデート?  | Date Expectations            | カール・ローレン              | アンソニー・Q・ファレル ディッキー・マーフィ   | 11月18日       | 2月21日        |
| 13 | 熱闘ゲームナイト!  | He Got Game Night            | ジョナサン・ジャッジ          | リサ・ミューズ・ブライアント                   | 2016年02月13日 | 2月28日        |
| 14 | 天使のキス?        | Kiss Me Nate                 | レオナルドR.ガーナー.ジュニア | ウェズリー・ジョンソン スコット・テイラー      | 4月2日         | 3月7日         |
| 15 | ワンワン・パニック | Dog Day After-School         | ジョナサン・ジャッジ          | アンソニー・Q・ファレル                        | 6月4日         | 3月14日        |
| 16 | イタズラ卒業?      | Original Prankster           | トレバー・カーシュナー        | ダン・セラフィン                               | 6月11日        | 3月21日        |
| 17 | ヒーローにも門限?  | Chutes and Splatters         | トレバー・カーシュナー        | リサ・ミューズ・ブライアント                   | 6月25日        | 3月28日        |
| 18 | チェリーが大ピンチ | I'm Gonna Forget You, Sucka  | ロビー・カントリーマン        | デビッド・ホーグ ダン・クロス                  | 7月9日         | 4月6日         |
| 19 | カノジョの両親     | Beat the Parents             | ジョナサン・ジャッジ          | リサ・ミューズ・ブライアント ノラ・サリバン    | 7月16日        | 4月13日        |
| 20 | 運命の人はどこ?    | Can't Spy Me Love            | エリック・ディーンシートン    | ディッキー・マーフィ                           | 7月23日        | 4月20日        |
| 21 | トンデモ昔ばなし?  | Robin Hood: Prince of Pheebs | ジョナサン・ジャッジ          | クリス・アトウッド                             | 7月30日        | 4月27日        |
| 22 | ママへのプレゼント | Aunt Misbehavin              | ジョナサン・ジャッジ          | ショーン・W・カニンガム マーク・ドゥウォーキン | 8月6日         | 5月4日         |
| 23 | 盗まれたヒーロー   | Stealing Home                | エリック・ディーンシートン    | ショーン・W・カニンガム マーク・ドゥウォーキン | 8月13日        | 5月11日        |
| 24 | 伝説のふたり?      | Back to School               | ロビー・カントリーマン        | ジェド・スピンガーン                           | 8月13日        | 5月18日        |
| 25 | 危うしサンダーマン | Thundermans: Secret Revealed | ジョナサン・ジャッジ          | ジェド・スピンガーン ダン・セラフィン          | 10月10日       | 5月25日 6月1日 |

Eテレではシーズン2再放送の最終回となる2017年9月9日のエンディングにて、今冬にシーズン3の放送決定が発表された。

### シーズン4
| #  | 邦題                | 原題                            | 演出                          | 脚本                                           | 放送日         | 放送日           |
| -- | ------------------- | ------------------------------- | ----------------------------- | ---------------------------------------------- | -------------- | ---------------- |
| 1  | 恐怖のハロウィーン  | Happy Heroween                  | エリック・ディーンシートン    | ウェズリー・ジョンソン スコット・テイラー      | 2016年10月22日 | 2019年011月1日   |
| 2  | さらばヒドゥンビル  | Thundermans: Banished!          | ジョナサン・ジャッジ          | ジェド・スピンガーン ダン・セラフィン          | 11月19日       | 4月26日 5月3日   |
| 3  | Zフォースへの道     | Smells Like Team Spirit         | エリック・ディーンシートン    | ショーン・W・カニンガム マーク・ドゥウォーキン | 2017年01月7日  | 5月10日          |
| 4  | マックスの大発明?   | Max to the Future               | トレバー・カーシュナー        | ディッキー・マーフィ                           | 1月14日        | 5月17日          |
| 5  | やり直し結婚式?     | Better Off Wed                  | リン・マクラッケン            | ジェニー・クワイン                             | 1月21日        | 5月24日          |
| 6  | ヒーローはお休み?   | Parks & T-Rex                   | レオナルドR.ガーナー.ジュニア | ジェンナ・ライアン                             | 1月28日        | 5月31日          |
| 7  | 恋のハート・ツリー  | Date of Emergency               | エリック・ディーンシートン    | リサ・ミューズ・ブライアント                   | 2月4日         | 6月7日           |
| 8  | マックスがお手本?   | Orange Is the New Max           | トレバー・カーシュナー        | キース・ワーグナー                             | 2月18日        | 6月14日          |
| 9  | バンドやめようぜ!   | Ditch Perfect                   | トレバー・カーシュナー        | チェイス・ハインリッヒ ミカス・タインバーグ    | 2月25日        | 6月21日          |
| 10 | チェリーが大活躍?   | May Z-Force Be with You         | ロビー・カントリーマン        | ショーン・W・カニンガム マーク・ドゥウォーキン | 3月4日         | 6月28日          |
| 11 | マックスの大失恋    | 21 Dump Street                  | ロビー・カントリーマン        | リサ・ミューズ・ブライアント                   | 6月3日         | 7月5日           |
| 12 | ギデオンVS.校長     | Super Dupers                    | レオナルドR.ガーナー.ジュニア | ディッキー・マーフィ                           | 6月10日        | 7月12日          |
| 13 | 危険なダークパワー  | Come What Mayhem                | ジョナサン・ジャッジ          | ショーン・W・カニンガム マーク・ドゥウォーキン | 6月17日        | 7月19日          |
| 14 | ハワイの休日        | Thunder in Paradise             | ジョナサン・ジャッジ          | ジェド・スピンガーン ダン・セラフィン          | 6月24日        | 7月26日 8月2日   |
| 15 | 過去の世界へ!       | Save the Past Dance             | ロビー・カントリーマン        | アンソニー・Q・ファレル                        | 11月18日       | 8月23日          |
| 16 | 小さなヒーローたち  | Z's All That                    | トレバー・カーシュナー        | ウェズリー・ジョンソン スコット・テイラー      | 2018年01月6日  | 8月30日          |
| 17 | 恋は一方通行?       | Can't Hardly Date               | ジョディ・マルゴリン・ハーン  | ディッキー・マーフィ                           | 1月13日        | 9月6日           |
| 18 | ヒーローの壁画      | Revenge of the Smith            | トレバー・カーシュナー        | アンソニー・Q・ファレル                        | 1月20日        | 9月13日          |
| 19 | おうちでサバイバル! | Nowhere to Slide                | ジョディ・マルゴリン・ハーン  | ジェンナ・ライアン                             | 1月27日        | 9月20日          |
| 20 | チェリーのライバル  | Significant Brother             | エリック・ディーンシートン    | チェイス・ハインリッヒ ミカス・タインバーグ    | 2月3日         | 9月27日          |
| 21 | DJコロッソYO!       | Rhythm 'n' Shoes Rhythm & Shoes | カール・ローレン              | ノラ・サリバン                                 | 2月17日        | 10月4日          |
| 22 | あこがれのヒーロー  | Make It Pop Pop                 | トレバー・カーシュナー        | チェイス・ハインリッヒ ミカス・タインバーグ    | 2月24日        | 10月11日         |
| 23 | シェアの掟          | Side-Kicking and Screaming      | トレバー・カーシュナー        | リサ・ミューズ・ブライアント                   | 3月3日         | 10月18日         |
| 24 | 夢のクッキー        | Cookie Mistake                  | トレバー・カーシュナー        | ショーン・W・カニンガム マーク・ドゥウォーキン | 3月10日        | 10月25日         |
| 25 | ハンクが連盟会長?   | All the President's Thunder-Men | エリック・ディーンシートン    | ソーナパノス                                   | 3月17日        | 11月8日          |
| 26 | マッドなマックス!   | Mad Max: Beyond Thunderhomes    | トレバー・カーシュナー        | ウェズリー・ジョンソン スコット・テイラー      | 5月25日        | 11月15日         |
| 27 | めざせ映画ヒーロー  | The Thundredth                  | エリック・ディーンシートン    | ジェド・スピンガーン                           | 5月25日        | 11月22日         |
| 28 | 明日が来ない?       | Looperheroes                    | ジョナサン・ジャッジ          | デビッド・ホーグ ダン・クロス                  | 5月25日        | 11月29日         |
| 29 | さらばサンダーマン  | The Thunder Games               | ジョナサン・ジャッジ          | ジェド・スピンガーン ダン・セラフィン          | 5月25日        | 12月6日 12月13日 |